# Fulveta-de-faces-cinzentas
Fulveta-de-faces-cinzentas  (Alcippe morrisonia) é uma espécie de ave da família Timaliidae.
Pode ser encontrada nos seguintes países: China, Laos, Myanmar, Taiwan, Tailândia e Vietname.
Os seus habitats naturais são: florestas subtropicais ou tropicais húmidas de baixa altitude e regiões subtropicais ou tropicais húmidas de alta altitude.